# ورزشگاه ومبلی
ورزشگاه ومبلی (به انگلیسی: Wembley Stadium) یک ورزشگاه در منطقه ومبلی است. در این ورزشگاه، بازی‌های تیم ملی فوتبال انگلیس انجام می‌شود و دارای گنجایش ۹۰٬۶۵۲ نفری است که در اروپا مقام دوم را داراست. 

## میزبانی ها

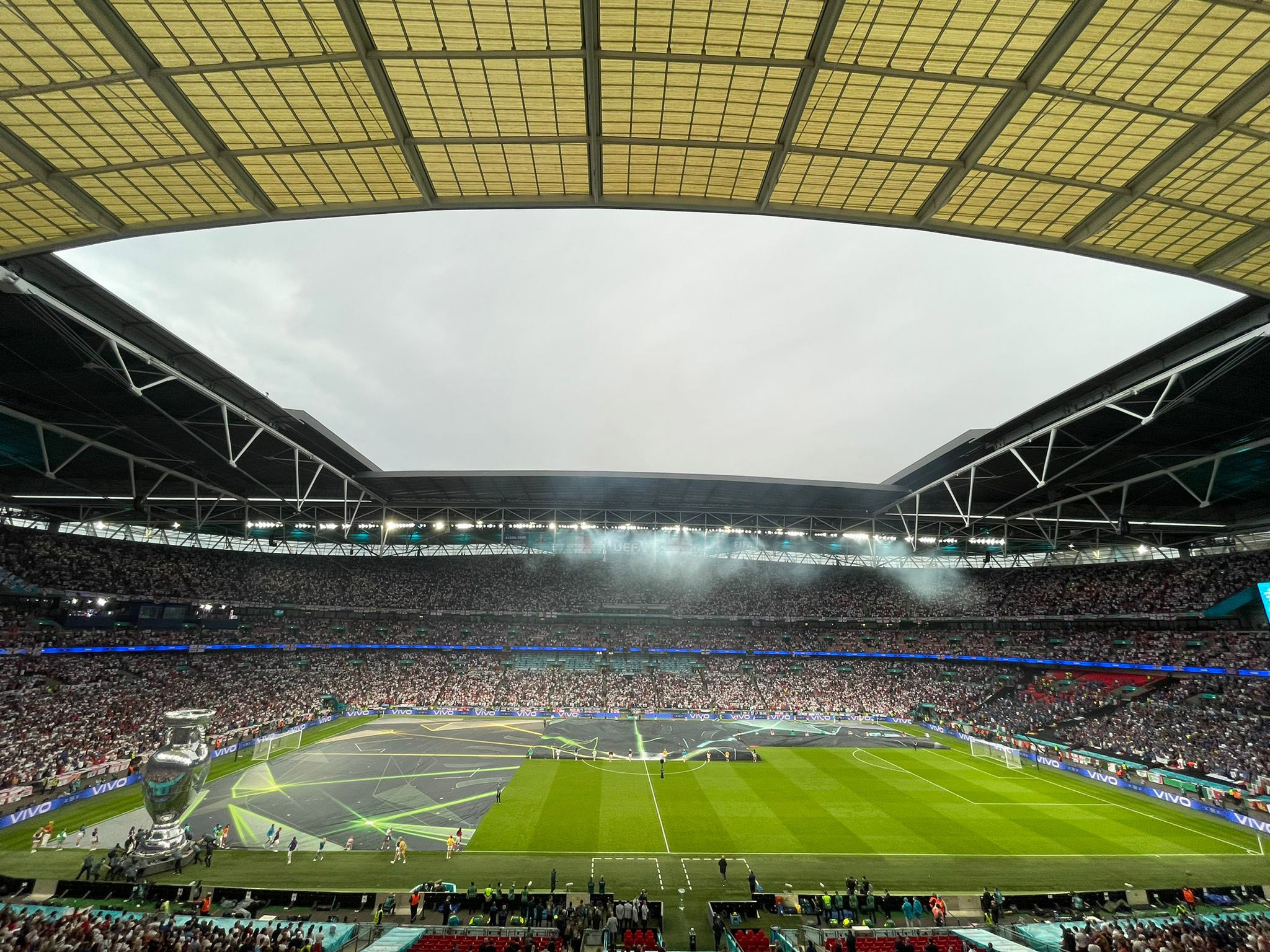
ورزشگاه ومبلی

### لیگ قهرمانان اروپا
• فینال لیگ قهرمانان اروپا ۲۰۱۱
• فینال لیگ قهرمانان اروپا ۲۰۱۳
• فینال لیگ قهرمانان اروپا ۲۰۲۴

### جام ملت های اروپا
• جام ملت های اروپا ۲۰۲۰
• فینال جام ملت‌های اروپا ۲۰۲۰
• جام ملت‌های اروپای زنان ۲۰۲۲
• جام ملت‌های اروپا ۲۰۲۸
• فینال جام ملت‌های اروپای زنان ۲۰۲۲
• فینال جام ملت‌های اروپا ۲۰۲۸

### فینال جام حذفی انگلیس
• از فصل ۲۰۰۷-۲۰۰۸ تا کنون ورزشگاه ومبلی میزبان فینال این مسابقات  بوده است.

### مسابقات بین المللی
• فینالیسیما ۲۰۲۲
• فوتبال بازی‌های المپیک تابستانی ۲۰۱۲

## موسیقی

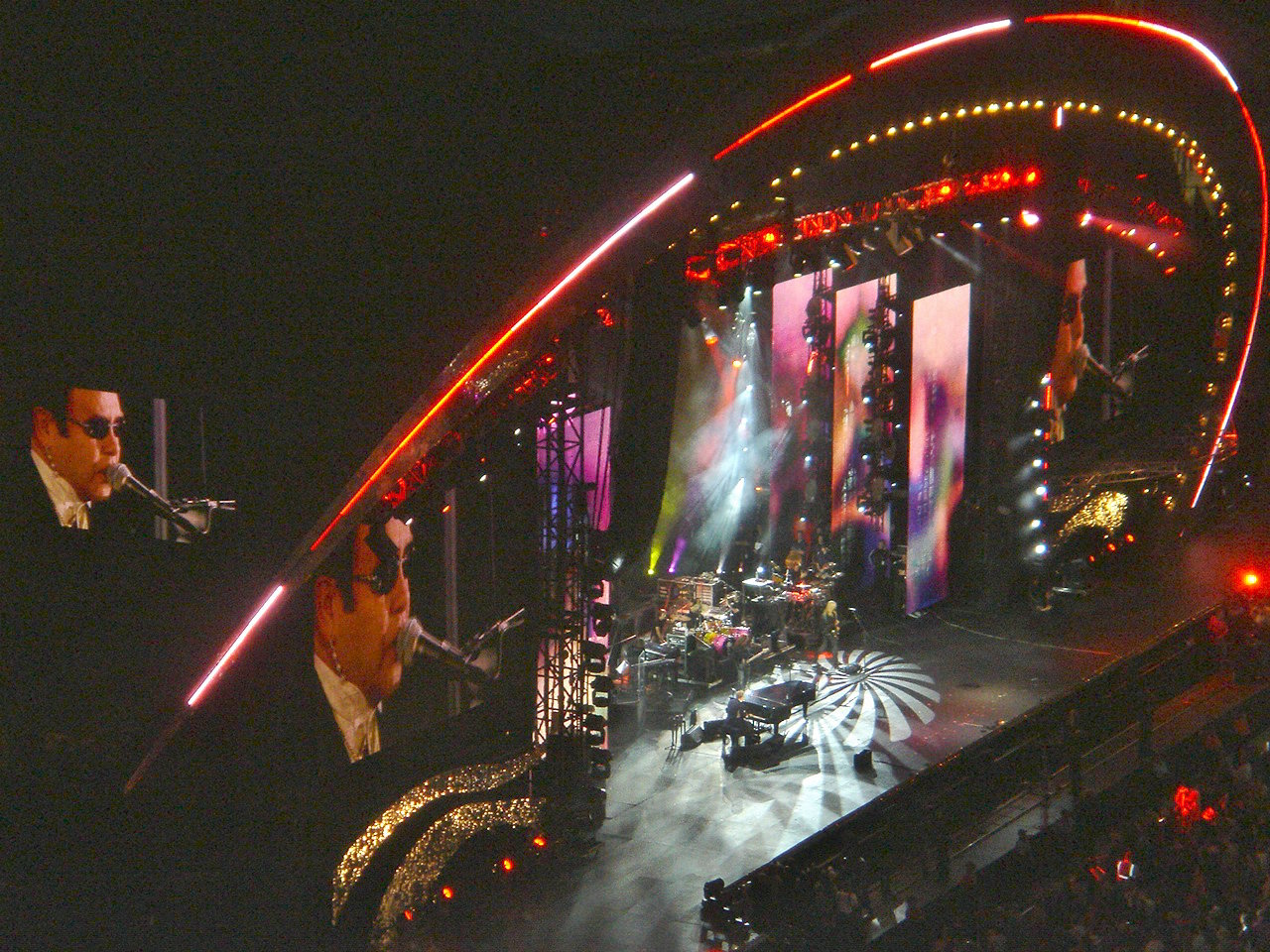
التون جان با پیانو در کنسرتی برای دایانا در ۱ ژوئيه ۲۰۰۷، به یاد پرنسس دایانا

علاوه بر فوتبال، ومبلی را می‌توان برای برگزاری رویدادهای دیگر، به ویژه کنسرت‌های بزرگ، پیکربندی کرد. این در ابتدا به منظور تأمین بودجه برای ساخت استادیوم جدید طراحی شد.

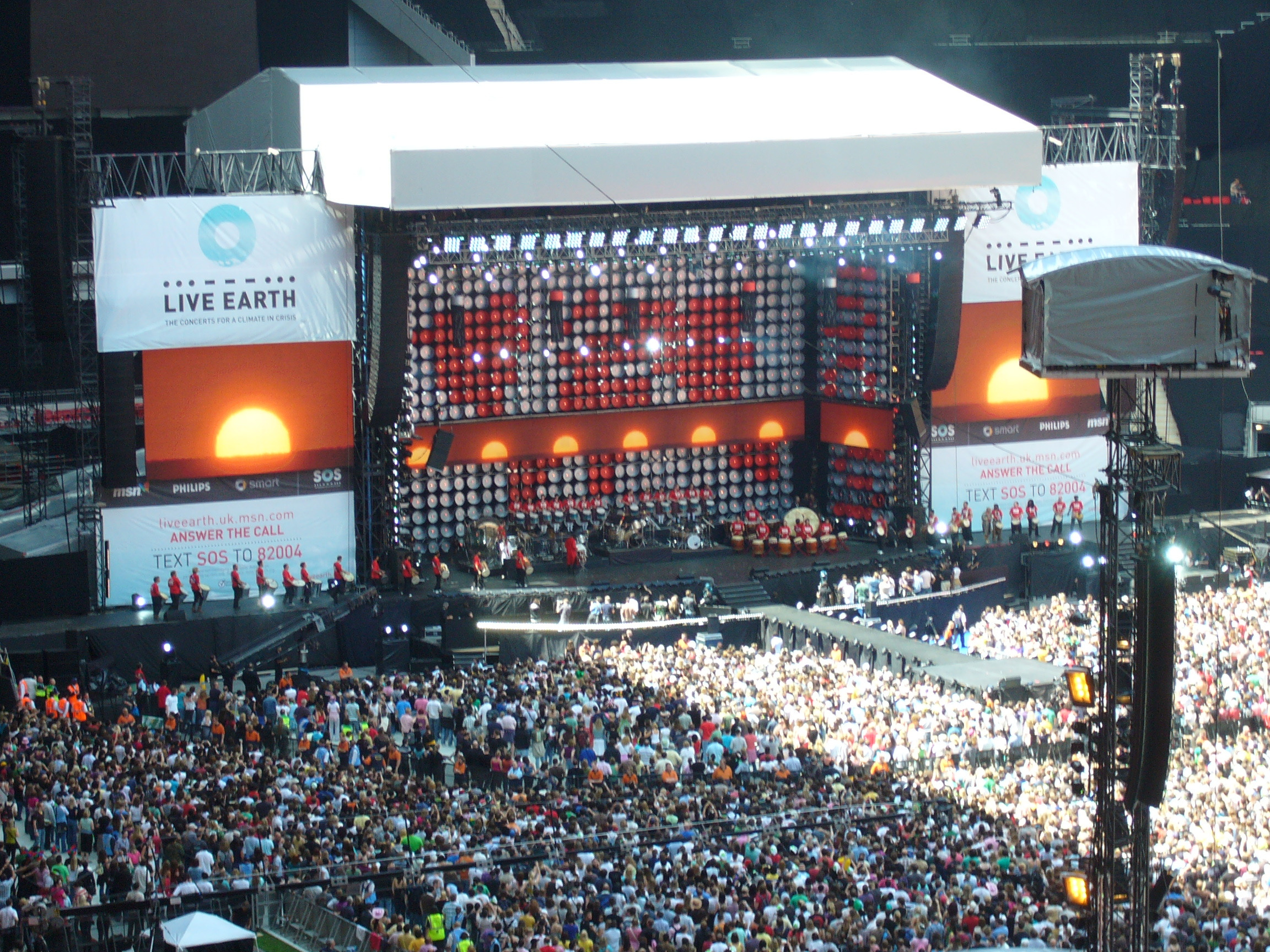
صحنه کنسرت لایو ارث که در ومبلی در ۷ ژوئیه ۲۰۰۷ برگزار شد

اولین کنسرت در استادیوم جدید توسط جرج مایکل در ۹ ژوئن ۲۰۰۷ برگزار شد. بون جووی، آخرین کنسرت اجرا شده در ومبلی قدیمی بود، قرار بود اولین هنرمندانی باشند که در ومبلی جدید اجرا می‌کنند اما اواخر تکمیل استادیوم شاهد انتقال کنسرت‌ها در نشنال بول و ورزشگاه کی‌کوم بودیم. میوز اولین گروهی بود که بلیت کنسرت در استادیوم جدید در ۱۶ و ۱۷ ژوئن ۲۰۰۷ فروخت و یک دی‌وی‌دی از اجرا را منتشر کرد. از دیگر کسانی که در این استادیوم اجرا کردند عبارتند از: استون روزز، ادل، اد شیرن، متالیکا، وان دایرکشن، یوتو، کیلرز، گرین دی، فو فایترز، امینم، مدونا، تیلور سوئیفت، بیانسه، کلدپلی، اوئیسیز، تیک دت، بی‌تی‌اس و ای‌سی/دی‌سی.

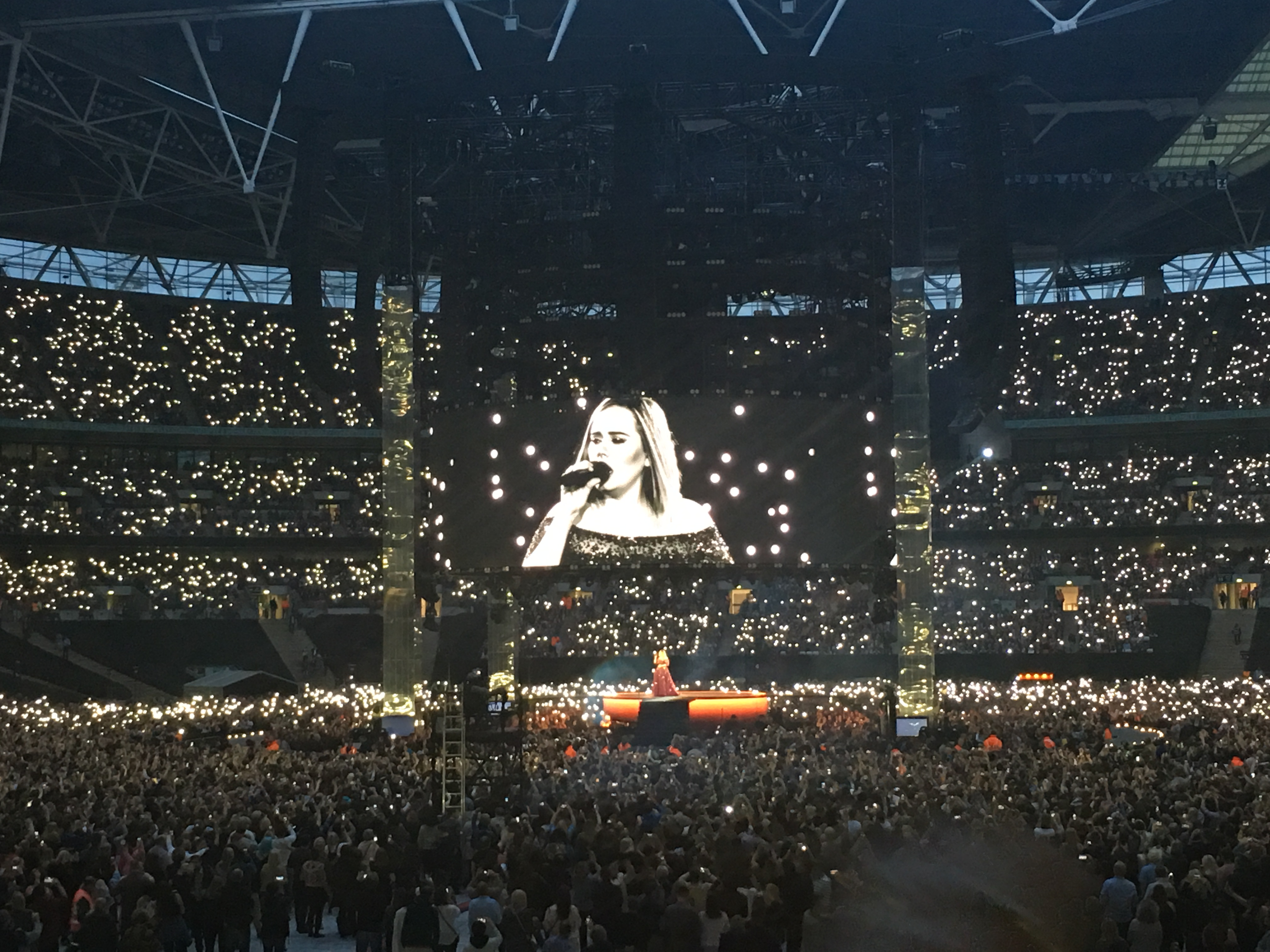
ادل در ورزشگاه ومبلی در ژوئن ۲۰۱۷. کنسرت ادل در ۲۸ ژوئن با حضور ۹۸٬۰۰۰ طرفدار برگزار شد، یک رکورد استادیوم برای رویدادی موسیقی در بریتانیا.

ادل تور جهانی خود را با دو کنسرت به نام «فینال» در ومبلی در تاریخ ۲۸ و ۲۹ ژوئن ۲۰۱۷ تکمیل کرد. این کنسرت با حضور ۹۸٬۰۰۰ طرفدار برگزار شد که رکوردی در استادیوم برای یک رویداد موسیقی بریتانیا بود. در ابتدا قرار بود در ۲ ژوئیه ۲۰۱۷ به پایان برسد، اما در ۳۰ ژوئن، ادل از طریق رسانه های اجتماعی اعلام کرد که متأسفانه دو اجرای آخر خود را بر اساس توصیه پزشکی به دلیل آسیب های صوتی لغو کرده است. تیلور سوئیفت، خواننده و ترانه‌سرا آمریکایی، در ۲۲ و ۲۳ ژوئن ۲۰۱۸، دو نمایش در استادیوم اجرا کرد. این نمایش‌ها با حضور بیش از ۱۴۳٬۰۰۰ نفر و آخرین نمایش‌های اروپایی او در تور استادیوم شهرت بود.